# Хамракулов, Нуриддин
Нуриддин Хамракулов (Хамрокулов) (18 июня 1946 — 1 августа 2023) — советский и узбекский певец и композитор, народный артист Узбекской ССР (1987).

## Биография
Родился 18 июня 1946 года в кишлаке Хорабек под Андижаном. Учился в Андижанской городской школе. С 1967 года работал в Андижанском музыкальном драматическом театре.
В 1973 году окончил Ташкентский государственный театрально-художественный институт.
В театре исполнял роли Хайдара в «Нурхоне» Т. Джалилова, Табиба в «Нодире» Эркина Вохидова, Равшана в «Равшан и Зульхумор» Р. Такура.
Написал ряд песен на стихи Навои, Чулпана, Эркина Вохидова, Пиримкула Кадырова, Нормурада Нарзуллаева, Мурода Рахмона, Охунжона Хакимова.
В 1983—1993 гг. солист Андижанской областной филармонии, выступал с гастролями в Румынии и ГДР. С 1993 года давал сольные концерты. получил известность как исполнитель таких песен, как «Самарканд Ушшогги», «Оламни Асранг», «Ташкент Ироги», и других.
С 1980 года заслуженный, с 1987 года народный артист Узбекской ССР.
В 2020 году награждён орденом «Дустлик».
Умер 1 августа 2023 года.